# Z čeho jsou utkány sny
Z čeho jsou utkány sny (v originále Der Stoff aus dem die Träume sind) je román rakouského spisovatele J. M. Simmela z roku 1972. Ve stejném roce byl natočen stejnojmenný film. Režíroval ho Alfred Wohrer, hudbu k filmu složil Peter Thomas. V hlavní roli Paul Neuhaus jako Walter Roland a Hannelore Elsnerová jako Irena.

## Děj
Píše se rok 1968. Walter Roland je od pohledu frajer, idol žen a cynik bez iluzí. Je mu šestratřicet let, píše seriály o sexu a je znám po celé zemi. Rád si dopřává skleničku Chivasu, holduje nevázané lásce. Jeho život mu ale změní setkání s Irenou, dívkou z Československa, která uprchla do tábora v Neurode v Německu. A co Walter Roland dělal v Neurode? Vydal se tam se svým přítelem, fotografem Bertiem, aby napsal velkou reportáž.
Oba se stanou svědky pokusu o únos Ireny. Irena jim vypráví svůj příběh, příběh o snoubenci Janu Bílkovi, který zmizel. Roland s Bertiem pak Irenu odvezou, aby jim pomohla zjistit, co se vlastně Jenovi stalo.
Roland tedy odjíždí s přáteli do Hamburku, protože se Irenu opět někdo pokoušel unést. A Roland si uvědomuje, že se do ní vášnivě zamiloval.
Ale city musí jít stranou, protože Irena stále miluje Jena, ačkoliv neustále vychází najevo, že Jan je zrádce. Roland postupně zjišťuje celou pravdu. A ta pravda je velice zamotaná, protože do popředí se dostávají nové a nové informace. Na scéně se objevují dvě silné velmoci, které usilují o to, aby Roland nic z toho, co napíše, neotiskl.
A do toho všeho, jak už je u Simmela zvykem, se zaplétá láska, kterou Roland pociťuje snad poprvé v životě.
Pak všechno utrpení skončilo, vše se vrátilo do svých kolejí. Ale ne tak úplně všechno. Rolandův život zůstal vzhůru nohama. A aby vše vyřešil, přestal pít a po jedné vášnivé hádce v novinách dostal výpověď. Sebrali mu úplně všechno. Ale to nevadilo. Roland měl Bertieho a Irenu, se kterou se oženil. Roland na svou práci tak docela nezapomněl. Vše, co prožil, napsal a Bertie mu přitom pomáhal.
Jednoho dne Bertieho zastřelili. Neměl to být on, kdo měl zemřít, ale už se stalo. Po této události si Roland a Irena dali nové jméno a odstěhovali se do jiné země.
Kromě hlavního příběhu, je zde i příběh slečny Luisy, která pracuje jako sociální pracovnice v uprchlickém táboře. Slečna Luisa je schizofrenička. Mluví se svými jedenácti mrtvými přáteli. Po mnoha a mnoha útrapách se Luisa dostane do nemocnice, kde se zdá, že vše je na nejlepší cestě, aby se uzdravila. Ale jednoho dne jim utekla a už se nikdy nevrátila. Svůj konec našla v táboře, v bažinách. Ale její tělo se nikdy nenašlo.